# Риђица
Риђица (мађ. Regöce) је најсеверније насеље у општини Сомбор, у Западнобачком округу, у Србији. Удаљено је само око 2 км од државне границе према Мађарској. Ово насељено место је са три стране окружено границом. Од Сомбора је удаљена 30, а од суседног Станишића 8 км и повезана друмском саобраћајницом. Према попису из 2011. живело је 2011 људи а према последњем попису 2022. године село има 1482 становника, што је 26,3% мање него пре једанаест година. Према слободним проценама у селу не борави више од 1000 становника. Риђица има једну основну школу која је добила име по познатом српском писцу и песнику, Петру Кочићу.

## Историја
Археолошки налази на простору Риђице потврђује да је овај крај био насељен још у праисторијско време. По свој прилици ради се о значајном утврђењу из келтског периода.
Риђица се у 14. веку, по мађарским записима, спомиње као Рег, Ређфалу, а за време Турака као Риђица. Аустријске Царске трупе, на челу са Еугеном Савојским, повлачећи се након похода на Турке, логоровали су крај српског села Риђице 04. октобра 1699. године. Село је тад имало 39 домова. Нестанком села Леђен, од 1720. до 1740. године пише се у актима име села: Риђица алиас Леђен, после тога пише се само као Риђица. Године 1908, добија Риђица мађарски назив: Regőcze, што траје до конца 1918. год. када долази ослобођење и она постаје опет само Риђица.
Најстарији помен данашњег насеља је из 1535. године као посед Катарине Орловић. 1663. године, Никола Дворниковић Србин добио је од бечког двора Риђицу и околне пустаре, што је потврда присуства Срба на овим просторима и пре Арсенија Чарнојевића. Риђица је 1698. године припадала Бодрошкој жупанији. Њој је био велики жупан католички архиепископ из Калоче (Павле Сечењи). Бодрошка жупанија је онда имала свега три среза, од којих је Риђица припадала Бајском, а имала је 39 кућа са 363 становника.
Село је порушено у време најезде Турака. Нова изградња дошла је ослобођењем од Османлија. У Риђици је 1733. године пописано 120 српских домова, које су опслуживала тројица православних свештеника: Михаил Стефановић, Марко Прерадовић и Кирил Милошевић. По наређењу жупанијског администратора барона Редла село је 1752. године насељено са 150 мађарских и словачких породица римокатоличке вере. У то време стижу и први колонисти Немци из јужне Немачке (остају до краја другог светског рата, када су протерани).
Родио се у „Леђену” 1760. године Георгије „от Прерадовић” од оца Марка православног пароха. Одведен је након основне школе у Халаш да се учи трговини. Као обучени трговац настанио се у Баји, где је отворио радњу. Тргујући у Пешти 1804., у порти српске цркве је нашао надгробну плочу својих старих сродника племића Прерадовића. Године 1809. аустријски цар Франц му је признао и потврдио племићко порекло. Умро је у Сомбору бавећи се у гостима 1832. године.
Претплатник Трлајићеве књиге 1801. године био је умни поп Аврам Максимовић, Сомборац који је тада православни свештеник у „Ригици”. Године 1808. месни парох је поп Марко Бастић (као и 1836) а учитељ Георгије Ивковић.
Године 1866. помиње се село Риђица, које се налази југоисточно од Баје. Ту је било у то време око 80 српских породица, које су се населиле из оближњег Леђена. Леђен је расељавањем становништва постао пустара. По причи, ту у Леђену је рођен славни руски војсковођа Кутузов. Њега је мајка као бебу у повоју одатле понела у Русију, када су се Срби у великом броју тамо селили. Било је то у време аустријске царице Марије Терезије, по укидању горње (Аустријске) граничне линије, после 1740. године.
У месној православној цркви налазио се 1866. године иконостас из оближњег, уништеног православног манастира Моношторца. Тај манастир је страдао од стране мађарских крсташа под командом Ракоција, уочи празника Преображења 1707. године. У Риђицу су пренете и делом црквене књиге србуље, док је други завршио у селу Станишић.
Избио је априла 1887. године велики пожар у којем је изгорело цело „српско село Леђен (Риђица)”.
Крајем Првог светског рата у Риђици је живело око 1.000 Мађара и око 1.000 Немаца. Тријанонским споразумом (4. јун 1920) река Плазовић је узета као граница између Краљевине СХС и Мађарске. Становништво се референдумом определило за живот у сомборском срезу, и то је одлука која се поштује и данас.
Железничка станица у Риђици је подигнута 1895. године, и има један спрат, када је грађена железничка пруга Сомбор - Гаково - Крушевље - Станишић - Риђица - Баја. Пруга од Риђице до Кишкунхалаша завршена је 1903. године. Кроз место пролази река Плазовић (Киђош) и представља једини водотоку у селу и околини.
До пред крај Другог светског рата (1944) становништво Риђице било је насељено преко 90% Подунавским Швабама. Након протеривања и логорисања Немаца на њихово место колонизује се народ Далмације. Риђићки, као и сви Немци из Југославије, били су након рата колективно оптужени да су у току рата помагали Немачкој војсци новчано, материјално а на крају и добровољно одлазећи у озлоглашене и бруталне СС јединице широм европских фронтова. Југословенске Подунавске Швабе образовале су најозлоглашенију СС дивизију, Принц Еуген, познату по великим злочинима и зверствима које је чинила по Србији, па чак и у Далмацији, из које ће се крајем 1945. године Далматинци доселити на њихова места у Риђици.
До 1965. године Риђица је заједно са Растином, Станишићем, Гаковом и Крушевљем спадала у општину Станишић.
Доминантна делатност у селу је пољопривреда.

## Колонизација Далматинаца
Риђица је насељавана са становништвом из северне Далмације (Бенковац, Кистање, Обровац, Задар, Шибеник, Книн, Дрниш) у три транспорта током 1945. и 1946. године, а касније су се насељавале мање групе или појединачне породице. Највећи број породица, углавном српских, био је са подручја Буковице. Хрватске породице биле су највише пореклом са задарског и шибенског подручја и припадајућих им острва (Милуновић 1986, 178). Ако узмемо у обзир предратну националну структуру далматинских котара можемо претпоставити да су већину укупног броја колонистичких породица у Риђици с подручја Задра (39), Шибеника (33), Прека (9) и Биограда (4) чиниле хрватске.
Први транспорт с 220 породица колониста пореклом са подручја тадашњих котара Бенковац и Задар дошао је у Риђицу 7. децембра 1945. Други транспорт са 200 породица подручја котара Шибеника и Книна стигао је 18. фебруара 1946. Последњи, трећи транспорт са око 80 породица са подручја Бенковца и Задра дошао је у марту исте године (Милуновић 1986, стр. 178; Ђурић 1960, стр. 88-89). Након ових транспорта забележену су насељавања мањих група и појединачних породица (Милуновић 1986, стр. 171). Према неким тврдњама код поделе кућа водило се рачуна и о националности колониста. „Пошто су у мањини насељеници хрватске народности, они су добили предност у бирању кућа” (Ђурић 1960, 7). Првенство су имале и удовице с децом и ратна сирочад, затим ратни војни инвалиди и носитељи партизанске Споменице и на крају остали борци. Колонисти који су се насељавали у првим транспортима чешће су добијали богатије и веће куће. На прихвату колониста и расподели имовине радила је комисија национално мешовита састава (нпр. у Станишићу Анте Војковић, Тодор Клисурић, Марин Цетинић, Стево Опачић — Глишин, Илија Просеница, Дане Матијевић, Дане Попић, Иван Буклијаш, Владо Урлић и др., у Риђици Тодор Жмирић и Мартин Вујевић уз представнике места из којих су се колонисти насељавали) (Бељански 1985, стр. 113; Милуновић 1986, стр. 176), што је сигурно додатно утицало да не долази до случајева фаворизовања неке од националности.
Према првом послератном попису 1948. године, у Риђици је живело 4.159 становника.
Неколико година након колонизације, у Далмацију се из Станишића вратило 150, док је из Риђице 30-ак породица. Међу повратницима су предњачили приморци и оточани из некадашњих котарева Шибеник, Корчула, те колонисти из котара Метковић (М. Бара).

## Риђица данас
Као и сва села у сомборској општини, и Риђица дели исту судбину. Све је више старих и напуштених кућа, које се годинама урушавају, млади углавном одлазе послом у веће градове и не задржавају се у селу, док у Риђици остаје махом старија популација. Село полако нестаје. Као "шлаг на торту" дошла је вест септембра 2020. године да у Основну школу није уписан нити један ђак првак. Иначе, школа у школској 2020/2021. години броји 81 ђака.

## Књиге о Риђици
- Риђица са околином, хроника (1986) - Милорад Милуновић.
- Риђица: северна светлост (2017) - Љубинко Кожул, чувени фотограф који је радни век провео на РТС-у. Књига је објављена на српском, енглеском и мађарском језику.[15]

## Спорт
- ФК Граничар Риђица
- РК Далматинац

## Познате личности
- Ервин Бошањи (мађ. Ervin Bossányi) (1891—1975) — јеврејско-мађарски сликар и занатлија. Од оца Адолфа Бреслауера, који је био трговац у Риђици и мајке Ернестине Бошањи. Живећи у Немачкој, у граду Либеку, оженио се и добио сина Јосипа, а када је 1933. године Хитлер дошао на власт, као Јеврејин емигрирао је у Лондон, где је све до своје смрти живео.
- Равнај Тамаш (мађ. Rávnay Tamás) (1893—1963) — мађарски дерматолог, универзитетски професор, кандидат за медицину (1952).
- Хедрих Карољи „Дијаз” (мађ. Hedrich Károly „Diaz”) (1899—1936) — борац радничког покрета од радника челика и учествовао у Шпанском грађанском рату. И данас у Суботици постоји улица са његовим именом
- Петар Гуглета (Билишане, 1944.) — српски сликар, карикатуриста. Детињство је провео у Риђици.
- Анђелко Маринковић (19.новембар 1948) - фудбалер. Освајач титуле са ФК Војводина у сезони 1965/66.
- Бранко Надовеза (1. април 1961) — доктор политичких наука
- Петар Пеђа Стијеља - иноватор који је за свој изум "бешумна славина" добио златну медаљу Grand Prix у Бриселу 1988. године.
- Слободанка Миланко "Бобина" (1968) — фудбалерка. За женску фудбалску репрезентацију Југославије одиграла 16 утакмица.
- Драган Тарлаћ — кошаркаш. Тачније, родитељи Драгана Тарлаћа су из Риђице, док је он одрастао у Сомбору.
- Љубинко Кожул (1947) — фотограф
- Лазар Рајић "Роквуд" (1948) — глумац.
- Диана Морић (1988.) — фитнес инструктор, џудисткиња била је десетоструки државни првак, пет пута балкански, и трећа у Европи[16]
- Депонија Звука — Панк група
- Последња Шанса — Рок група. Основана 1993. године.
- Ангелина Атлагић, костимографкиња, супруга чувеног српског пластичног хирурга Миодрага Цолића, рођена у Станишићу, а чија је мајка из Риђице.
- Мирјана Драговић, професорка руског језика и књижевности, књижевница и књижевни преводилац која живи и ради у Перту, Аустралија
- Миливоје Мики Стијеља, познати београдски манекен који је остварио завидну манекенску каријеру заједно са Мирјаном Жегарац и Лазаром Шећеровићем
- Ана Стјеља — српска књижевница, песникиња, новинарка доктор књижевних наука и самостални научни истраживач, чији је отац Радољуб Стјеља (дипломирани специјални педагог и социјални радник који је десет година провео радећи као статиста и глумац у Народном позоришту) рођен у Риђици.

## Знаменитости Риђице
- Римокатоличка црква Успења Господњег
- Православна црква Преноса моштију Светог Николе (споменик културе)
- Дворац породице Ковач (Каштел)

## Демографија
Према попису становништва из 1890. године Риђица је имала 3638 становника, а 1910. године тај број се смањује на 3588 становника, који су живели у 697 кућа. Једанаест година касније, 1921. године Риђица има 3456 становника.
По народности у Риђици је било 1981. године: Срба 2079, Југословена 622, Мађара 369, Хрвата 84 и осталих 32.
У насељу Риђица живи 2.011 становника, а просечна старост становништва износи 44,7 година (41,3 код мушкараца и 46,8 код жена). У насељу има 861 домаћинство, а просечан број чланова по домаћинству је 2,33.
Ово насеље је углавном насељено Србима (према попису из 2002. године), а у последња четири пописа, примећен је пад у броју становника.
| style="padding: 0;" |

| Демографија | Демографија | Демографија |
| Година      | Становника  | Становника  |
| ----------- | ----------- | ----------- |
| 1948.       | 4.195       |             |
| 1953.       | 4.317       |             |
| 1961.       | 4.291       |             |
| 1971.       | 3.663       |             |
| 1981.       | 3.186       |             |
| 1991.       | 2.806       | 2.767       |
| 2002.       | 2.590       | 2.664       |
| 2011.       | 2.011       |             |

| Етнички састав према попису из 2002.‍ | Етнички састав према попису из 2002.‍ | Етнички састав према попису из 2002.‍ | Етнички састав према попису из 2002.‍ | Етнички састав према попису из 2002.‍ |
| ------------------------------------ | ------------------------------------ | ------------------------------------ | ------------------------------------ | ------------------------------------ |
|                                      |                                      |                                      |                                      |                                      |
| Срби                                 | Срби                                 |                                      | 2.165                                | 83,59%                               |
| Мађари                               | Мађари                               |                                      | 217                                  | 8,37%                                |
| Југословени                          | Југословени                          |                                      | 83                                   | 3,20%                                |
| Хрвати                               | Хрвати                               |                                      | 63                                   | 2,43%                                |
| Буњевци                              | Буњевци                              |                                      | 9                                    | 0,34%                                |
| Црногорци                            | Црногорци                            |                                      | 4                                    | 0,15%                                |
| Роми                                 | Роми                                 |                                      | 2                                    | 0,07%                                |
| Муслимани                            | Муслимани                            |                                      | 2                                    | 0,07%                                |
| Македонци                            | Македонци                            |                                      | 2                                    | 0,07%                                |
| Украјинци                            | Украјинци                            |                                      | 1                                    | 0,03%                                |
| Албанци                              | Албанци                              |                                      | 1                                    | 0,03%                                |
| непознато                            | непознато                            |                                      | 1                                    | 0,03%                                |

| \| \| м \| \| \| ж \| \| ? \| 3 \| \| \| 2 \| \| 80+ \| 22 \| \| \| 47 \| \| 75—79 \| 32 \| \| \| 80 \| \| 70—74 \| 67 \| \| \| 89 \| \| 65—69 \| 79 \| \| \| 118 \| \| 60—64 \| 93 \| \| \| 107 \| \| 55—59 \| 74 \| \| \| 72 \| \| 50—54 \| 120 \| \| \| 128 \| \| 45—49 \| 99 \| \| \| 89 \| \| 40—44 \| 85 \| \| \| 66 \| \| 35—39 \| 78 \| \| \| 67 \| \| 30—34 \| 79 \| \| \| 59 \| \| 25—29 \| 97 \| \| \| 69 \| \| 20—24 \| 81 \| \| \| 79 \| \| 15—19 \| 87 \| \| \| 67 \| \| 10—14 \| 82 \| \| \| 65 \| \| 5—9 \| 62 \| \| \| 57 \| \| 0—4 \| 50 \| \| \| 39 \| \| Просек : \| 40,7 \| \| \| 46,1 \| |      |  |  |      |
| |      |  |  |      |
| | м    |  |  | ж    |
| ? | 3    |  |  | 2    |
| 80+ | 22   |  |  | 47   |
| 75—79 | 32   |  |  | 80   |
| 70—74 | 67   |  |  | 89   |
| 65—69 | 79   |  |  | 118  |
| 60—64 | 93   |  |  | 107  |
| 55—59 | 74   |  |  | 72   |
| 50—54 | 120  |  |  | 128  |
| 45—49 | 99   |  |  | 89   |
| 40—44 | 85   |  |  | 66   |
| 35—39 | 78   |  |  | 67   |
| 30—34 | 79   |  |  | 59   |
| 25—29 | 97   |  |  | 69   |
| 20—24 | 81   |  |  | 79   |
| 15—19 | 87   |  |  | 67   |
| 10—14 | 82   |  |  | 65   |
| 5—9 | 62   |  |  | 57   |
| 0—4 | 50   |  |  | 39   |
| Просек : | 40,7 |  |  | 46,1 |

| Година пописа     | 1948. | 1953. | 1961. | 1971. | 1981. | 1991. | 2002. |
| ----------------- | ----- | ----- | ----- | ----- | ----- | ----- | ----- |
| Број домаћинстава | 871   | 923   | 1.058 | 988   | 920   | 883   | 861   |

| Број чланова      | 1   | 2   | 3   | 4   | 5  | 6  | 7  | 8 | 9 | 10 и више | Просек |
| ----------------- | --- | --- | --- | --- | -- | -- | -- | - | - | --------- | ------ |
| Број домаћинстава | 163 | 238 | 144 | 156 | 89 | 53 | 13 | 4 | 1 | 0         | 3,01   |

| Пол    | Укупно | Неожењен/Неудата | Ожењен/Удата | Удовац/Удовица | Разведен/Разведена | Непознато |
| ------ | ------ | ---------------- | ------------ | -------------- | ------------------ | --------- |
| Мушки  | 1.096  | 348              | 681          | 43             | 24                 | 0         |
| Женски | 1.139  | 177              | 680          | 260            | 21                 | 1         |
| УКУПНО | 2.235  | 525              | 1.361        | 303            | 45                 | 1         |

| Пол    | Укупно                    | Пољопривреда, лов и шумарство | Рибарство                            | Вађење руде и камена | Прерађивачка индустрија       |
| ------ | ------------------------- | ----------------------------- | ------------------------------------ | -------------------- | ----------------------------- |
| Мушки  | 513                       | 153                           | 0                                    | 1                    | 176                           |
| Женски | 300                       | 80                            | 0                                    | 0                    | 130                           |
| Укупно | 813                       | 233                           | 0                                    | 1                    | 306                           |
|        |                           |                               |                                      |                      |                               |
| Пол    | Производња и снабдевање   | Грађевинарство                | Трговина                             | Хотели и ресторани   | Саобраћај, складиштење и везе |
| Мушки  | 10                        | 53                            | 38                                   | 6                    | 29                            |
| Женски | 0                         | 0                             | 29                                   | 4                    | 4                             |
| Укупно | 10                        | 53                            | 67                                   | 10                   | 33                            |
|        |                           |                               |                                      |                      |                               |
| Пол    | Финансијско посредовање   | Некретнине                    | Државна управа и одбрана             | Образовање           | Здравствени и социјални рад   |
| Мушки  | 3                         | 2                             | 28                                   | 3                    | 4                             |
| Женски | 1                         | 1                             | 8                                    | 18                   | 21                            |
| Укупно | 4                         | 3                             | 36                                   | 21                   | 25                            |
|        |                           |                               |                                      |                      |                               |
| Пол    | Остале услужне активности | Приватна домаћинства          | Екстериторијалне организације и тела | Непознато            | Непознато                     |
| Мушки  | 7                         | 0                             | 0                                    | 0                    | 0                             |
| Женски | 4                         | 0                             | 0                                    | 0                    | 0                             |
| Укупно | 11                        | 0                             | 0                                    | 0                    | 0                             |